# Synanthedon pseudoscoliaeformis
Synanthedon pseudoscoliaeformis is een vlinder uit de familie wespvlinders (Sesiidae), onderfamilie Sesiinae.
Synanthedon pseudoscoliaeformis is voor het eerst wetenschappelijk beschreven door Špatenka & Arita in 1992. De soort komt voor in het Palearctisch gebied.